# 白应苍
白应苍（1992年11月26日—），緬甸語名钦貌温（羅馬化：hkain maung wainn），中國戶籍名李云晨，拥有中国户籍和身份证（户籍地：云南省保山市隆阳区），是被中國警方通緝並緝拿的電信詐騙團夥組織者，原缅甸果敢自治区主席白所成的次子，曾任果敢自治区民兵大队大队长、果敢自治区经济发展管理局副局长、百胜集团总经理。

## 經歷
2017年5月30日，果敢自治区民兵大队成立，白应苍任大队长并指挥着1000多名民兵，主要负责白家势力的安全。
白应苍最初在其哥哥白应能一手创建的果敢百胜集团任总经理，经营着百胜酒店、赌场、歌廳等一系列产业，還常于中国社交軟件上展示健身影片和炫耀个人奢华生活。并不滿足於此的白應蒼又接著揮資上亿建立電信詐騙窩點「蒼勝科技園」，還在其隔壁投資建設了一家爱民医院。
2023年，在白应苍30岁生日时，其于苍胜科技园举办生日宴会，包括艺人曾志伟、黄一飞、曹查理、杜旭东、侯耀华等多名艺人录制庆祝影片祝贺白应苍生日。同年12月10日，白应苍被辽宁省大连市公安局悬赏通缉。
2024年1月，缅甸民族民主同盟军攻入老街，白應蒼潛逃出果敢，三兄弟聯盟聲稱白應蒼等遭中國通緝的電詐嫌疑人已被緬甸軍政府藏匿了起來。同年1月30日，中国公安部宣布，白所成、白应苍等10名被中方通缉的缅甸涉诈犯罪嫌疑人被缅甸警方逮捕并被移送押解至中国。2025年7月，广东省深圳市人民检察院对白应苍、白所成等21名被告人向深圳市中级人民法院提起公诉，指控他们犯有诈骗罪、开设赌场罪、敲诈勒索罪、故意杀人罪、故意伤害罪、绑架罪及贩卖、制造毒品罪等。
白应苍的姐姐白应兰和另一涉诈嫌疑人魏榕目前仍然在逃，据情报声称两人躲藏于英国某城市，扬言对中国驻英国大使馆实施恐怖袭击，以对中方的反诈通缉进行报复。

## 家庭
- 父亲：白所成，果敢自治区第一任主席、前掸邦议会议员，2023年12月10日被辽宁省大连市公安局悬赏通缉
- 母亲：李小所
- 哥哥：白应能（缅甸语名Khin Maung Lwin），掸邦议会议员、果敢自治区行政管理委员会委员、果敢自治区娱乐管理委员会主任、果敢巩发党党主席、百胜集团董事长
- 大姐：白应香，果敢妇女会主任、果敢慈善基金会理事长
- 二姐：白应兰，又名李梦娜，拥有中国身份证，果敢娱乐管理委员会副主任、百胜集团公司副总经理。2023年12月10日被辽宁省大连市公安局悬赏通缉。
- 三姐：白应萍
- 四姐：白应改